# Orange rödrock
Orange rödrock (Ampedus nigroflavus) är en skalbaggsart som först beskrevs av Johann August Ephraim Goeze 1777.  Orange rödrock ingår i släktet Ampedus, och familjen knäppare. Enligt den svenska rödlistan är arten nära hotad i Sverige. Arten förekommer i Götaland, Gotland, Öland, Svealand, Nedre Norrland och Övre Norrland. Artens livsmiljö är skogslandskap, jordbrukslandskap.